# Johann Jakob Martini
Johann Jakob Martini (* 24. Juli 1659 in Heidelberg; † nach 1687) war ein deutscher Arzt, Militärarzt in Heidelberg und Mitglied der Gelehrtenakademie „Leopoldina“.

## Leben
Johann Jakob Martini studierte Medizin in Heidelberg und wurde im Jahr 1675 unter Georg Franck von Franckenau zum Doktor der Medizin promoviert. Er war leitender Garnisonsarzt in Heidelberg. Für die Jahre zwischen 1676 und 1685 sind Wirkungsdaten als Garnisonsarzt in Heidelberg belegt.
Im Juni 1687 wurde Johann Jakob Martini mit dem Beinamen PLATO II. als Mitglied (Matrikel-Nr. 154) in die Leopoldina aufgenommen.

## Werke
- Quae Agit De Vaticiniis. Quam ... In Celeberrima Electorali Heidelbergensi Praeside Dn. Georgio Franco, ... Jatrophilis exhibet Ad Diem 24. Decemb. 1675. In Brabeuter. Univers. Johan. Jacobus Martini, Heidelberga Palatinus, Heidelbergae Ammonius, Heidelberg, Univ., Diss., 1675.
- Neu- und wohl eingerichteter historischer Kirchen-Kalender, Darinnen Alle durchs gantze Jahr vorkommende Nahmen hinlänglich erläutert ... Aus den Schrifften der Patrum, Theologorum, Historicorum &c. zusamt einem doppelten Register abgefaßt, Joh. Mich. Funck, Errfurth [Erfurt] 1739.

## Ehrung
- Johann Lorenz Crollius: Glükkwünschendes Zuruffen, Welches Denen WohlEdlen und Hochgelahrten Herrn Hn. Johann Philipp Elwert, Hn. Johann Daniel Geiern, Hn. Johann Jacob Martini, Hn. Daniel Bscherer, Hn. Anthon Blommart, Hn. Philipp Conrad Heideggern, Als Dieselbe ... Doctores der Artzeney öffentlich erkläret wurden, 1681.